# Сокровенное сказание монголов
Сокрове́нное сказа́ние монго́лов или Тайная история монголов (Среднемонгольский язык:  Mongɣol‑un niɣuca tobciyan) или Юань би-ши (кит. 元秘史) или Юань-чао би-ши (кит. 元朝秘史) — первый из известных исторических и литературных памятников монголов. Написан в XIII веке, вероятно монгольским уйгурским письмом, автор неизвестен. Дошёл до нас под китайским названием «Юань-чао би-ши» в виде текста, транскрибированного китайскими иероглифами.
Представляет собой полуэпическое, полуисторическое повествование о предках Чингис-хана, о его жизни и деятельности, о борьбе за власть и о некоторых событиях, происходивших во времена его сына и преемника Угедэя. Имеет особую ценность для монголоведения, так как является единственным дошедшим до нас литературным памятником XIII века на монгольском языке.
Текст памятника на монгольском языке до наших дней не дошёл. Дошедший текст, транскрибированный китайскими иероглифами, имеет китайское название «Юань би-ши» (кит. 元秘史). С начала XIX века китайские учёные стали использовать название «Юань-чао би-ши» (кит. 元朝秘史). Оба названия имеют один и тот же перевод на русский язык — «Тайная история династии Юань».
Наиболее близким к оригиналу считается список памятника, хранящийся в Национальной библиотеке Китая под номером 7394, и называющийся «Рукопись Гу» или «Гу-цзяо бэнь» или «Выверенная копия Гу» (Gu’s Certified Copy).

## Минское ксилографическое издание
В 1271 году внуком Чингисхана, монгольским ханом Хубилаем на территории Китая было образовано монгольское государство — империя Юань.
В 1368 году после свержения династии Юань к власти пришёл первый император династии Мин — Хунъу. В это время империя Мин балансировала на грани новой войны с монголами и для подготовки переводчиков была создана «Школа для изучения языков варваров четырёх стран света». Главным отделением этой школы было монгольское. Его преподавателями были этнические монголы, которые не только вели обучение, но и готовили все необходимые для этого учебные материалы.
В «Мин шилу» или «Доподлинных хрониках династии Мин» (кит. 明實錄), а точнее в шилу деяний императора Хунъу есть следующее известие:

В 15 году правления Хунъу, в день бин-сюй первого месяца (20 января 1382 года), было повелено составить тематический китайско-инородческий словарь. Его величеству было известно, что предшествующая династия Юань не имела [собственной] письменности для издания постановлений и опубликования приказов, а просто заимствовала уйгурскую систему письма, чтобы создать монгольские буквы для перевода [на монгольский] языков Поднебесной. Теперь император повелел чиновникам Ханьлиня — толкователю текстов Хо Юань-цзе и редактору Ма-ша и-хэй перевести монгольские слова на китайский язык. Были собраны слова по астрономии, географии, человеческим отношениям, животному миру, одежде и пище, орудиям и утвари и вообще ничего не было упущено. Кроме того, взяли «Юань би-ши» как пособие и транскрибировали [китайскими иероглифами] монгольские слова так, чтобы это соответствовало звукам их [то есть монгольской] речи. Когда работа была выполнена, последовал указ о ее напечатании и выпуске. С этого времени китайские посланцы в монгольские степи были в состоянии понимать положение дел и намерения монголов.

Полученное учебное пособие было растиражировано ксилографическим способом. До наших дней дошёл 41 разрозненный лист минского ксилографического издания, которые были обнаружены в 1933 году в пекинском императорском дворце на старых складах. Сейчас они хранятся в Пекинской Национальной Библиотеке.

### Описание
Все известные на данный момент списки «Юань-чао би-ши» восходят к двум оригиналам:
- А — делившемуся на 12 цзюаней (10 основных и 2 дополнительных)
- В — делившемуся на 15 цзюаней

Содержание списков А и В одинаково, а различное количество цзюаней является результатом различного механического разделения одного и того же текста . Весь текст памятника разделён на 282 ненумерованных параграфа.
Текст написан на разлинованном китайском листе с вертикальными строками. Каждый параграф содержит строки транскрибированного китайскими иероглифами монгольского текста. Параллельно идут строки с переводом каждого слова на китайский язык. В конце параграфа следует связное изложение параграфа на китайском языке. В транскрибированном тексте названия племён и народов отмечены жёлтой чертой, географические названия — зелёной, а все остальные слова — красной.
Исследователи выделяют в «Юань-чао би-ши» три крупных блока, сильно отличающихся друг от друга стилистически:
- «Родословная Чингисхана» (§ 1-59)
- «История» (История Чингисхана или Золотая история) (§ 60-268)
- «История» (История Угэдэй-хана) (§ 268—282)

Памятник имеет сложный составной характер. Содержит фрагменты древних мифов и былинного эпоса, народные легенды и предания. Примерно треть памятника написана стихами: песни, наставления и увещевания родителей сыновьям, клятвы или присяги вассалов сюзерену, посольские «слова», традиционные благожелания и восхваления. Несмотря на то, что повествование носит эпический характер, в нём также присутствуют и документальные материалы.

### Изначальное монгольское название
Большинство современных исследователей сходятся во мнении, что изначальным названием памятника, написанного уйгурским письмом на монгольском языке, по крайней мере первой части произведения, было — «Чингис хахан-у худжаур», то есть «Происхождение Чингисхана».
Ещё в 1907 японский учёный Нака Митиё (яп. 那珂通世) обратил внимание на особенности первых трёх строк текста, а в 1940 году Исихама Дзюнтаро (яп. 石濱純太郎) впервые высказал гипотезу, что названием памятника является третья строчка на первой странице.
Советский синолог и монголовед Б. И. Панкратов, сделавший лингвистически точный перевод «Юань би-ши» на русский язык, объясняет происхождение названия «Тайная история империи Юань» следующим образом.

После свержения китайцами власти монголов разбирался дворцовый архив юаньских императоров. Найденная в архиве рукопись памятника, написанная уйгурским письмом, была зарегистрирована чиновниками, разбирающими архив, под китайским названием Юань би-ши («Секретная история монголов»), данным ей тут же, во время регистрации. «Секретной» она была названа потому, что ее обнаружили в том отделении дворцового архива, куда во время царствования династии Юань имели доступ лишь немногие избранные монгольские сановники и где хранились секретные исторические документы монгольских императоров, недоступные ни для кого из китайцев.
Когда же была предпринята работа над перетранскрибированием этого памятника китайскими иероглифами, то случайное регистрационное название «Юань би-ши» было переведено на монгольский язык.

Также Б. И. Панкратовым была выдвинута гипотеза, что первые три строчки памятника интерпретируются следующим образом:
- Юань-чао би-ши — (написано мелкими иероглифами) — Тайная история Юань — примечание
- Ман-хо-лунь ню-ча та-ча-ань — (написано мелкими иероглифами) — Тайная история монголов — транскрибированное примечание на монгольском языке
- Чингис хахан-у худжаур  — (написано большими иероглифами, вынесено в отдельную строку, отделена пустыми строками) — Происхождение Чингисхана — монгольское название произведения

## «Юань би-ши» в составе «Юнлэ дадянь»
По приказу китайского императора Юнлэ в 1403—1408 годах была создана Энциклопедия Юнлэ — «Юнлэ дадянь» (кит. 永樂大典) объемом 22 937 цзюаней, которая содержала важнейшие произведения литературы, философии, истории, науки и искусства. В эту энциклопедию вошло и «Юань би-ши» в полном объеме: китайская транскрипция, подстрочник и перевод. Энциклопедия хранилась в императорском дворце. В 1562—1567 годах с единственного экземпляра «Юнлэ дадянь» была снята копия, которая также хранилась во дворце.
В 1773 году, когда по приказу императора Цяньлун составляли библиотеку, оказалось, что основной экземпляр «Юнлэ дадянь» полностью утрачен, а копия сохранилась частично. В сохранившейся части копии «Юань би-ши» присутствовала. В правление императора Юнчжэна копия была передана в академию Ханьлинь.
В 1900 году во время Ихэтуаньского восстания в Академии Ханьлинь случился пожар, во время которого тома энциклопедии, в которых содержалась «Юань би-ши» погибли.

## Изучение в Китае

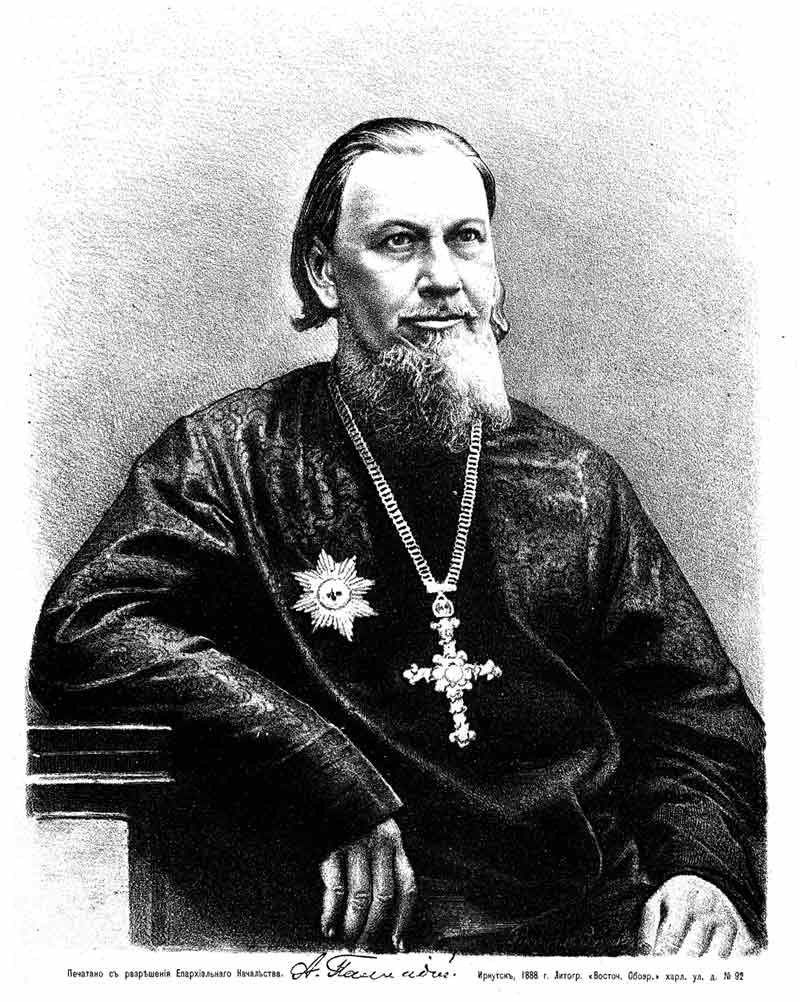
Архимандрит Палладий (П. И. Кафаров), Руководитель Русской духовной миссии в Пекине

В Китае в научный оборот «Юань-чао би-ши» было введено в конце XVIII века Цянь Дасинем (кит. 钱大昕). Он имел в своем распоряжении рукописный список, копию текста из «Юнлэ дадянь» в 15 цзюанях. Цянь Дасинь был первым, кто написал колофон к «Юань-чао би-ши» .

### Список Бао Тинбо
Вслед за Цянь Дасинем над списком «Юань-чао би-ши» работал ученый Бао Тинбо. Предположительно его список восходил к списку Цянь Дасиня. В 1805 году он произвел сличение текста списка — копии текста «Юнлэ дадянь» с неполным экземпляром первого минского издания памятника, принадлежавшего чиновнику и ученому Цзинь Дэюю, и заполнил лакуны, имевшиеся в списке из «Юнлэ дадянь». В 1847 году этот список находился у Хань Тайхуа и в 1872 году был приобретен руководителем Русской духовной миссии в Пекине, одним из основоположников российской академической синологии П. И. Кафаровым, который ввел «Юань-чао би-ши» в научный оборот в России и европейских странах, опубликовав в 1866 году перевод на русский язык связного китайского текста, озаглавив его «Старинное монгольское сказание о Чингис-хане».
Сейчас рукопись хранится в Восточном отделе Научной библиотеки им. М. Горького Санкт-Петербургского Государственного Университета. В 1962 году она была опубликована впервые Б. И. Панкратовым в Издательстве восточной литературы в Москве .

### Рукопись Гу
«Рукопись Гу», «Гу-цзяо бэнь» или «Выверенная копия Гу» (Gu’s Certified Copy)
В 1804 году ученый текстолог Гу Гуан-ци открыл существование списков, делящихся на 12 цзюаней. Он обнаружил в библиотеке у чиновника Чжан Сян-юня (правителя Лучжоу) прекрасно сохранившийся список, снятый транспарантом с минского ксилографического издания. В 1805 году Гу Гуан-ци снял с него копию и сверил ее со списком Цянь Дасиня, являющейся копией текста из «Юнлэ дадянь». Было обнаружено много разночтений. Гу Гуан-ци пришел к выводу, что эта копия лучше списка с «Юнлэ дадянь» как по качеству текста, так и по расположению параграфов. Во время работы Гу Гуан-ци в конце каждой главы отмечал количество листов и дату окончания сверки главы и ставил свою печать. В конце копии он написал колофон.
Когда в 1933 г. в императорском дворце в Пекине был найден 41 лист минского печатного издания «Юань-чао би-ши», то оказалось, что список Гу Гуан-ци можно считать наиболее надежным, восходящим к первому печатному изданию памятника .
В колофоне Гу Гуан-ци впервые использует название «Юань-чао би-ши», хотя до этого всегда использовалось название «Юань би-ши».
В конце XIX века оригинал «Гу-цзяо бэнь» оказывается у ученого-коллекционера Шэн-юя. Зимой 1885 года Ли Вэньтянь (кит. 李文田) и Вэнь Тин-ши получили возможность снять копии с «Гу-цзяо бэнь».
Ли Вэньтянь написал комментарий под названием «Юань-чао би-ши чжу», который был опубликован в 1896 году.
После смерти Шен-юя его библиотека была расформирована и утеряна. Однако оригинал «Гу-цзяо бэнь» неожиданно оказался в библиотеке шанхайского издательства «The Commercial Press», которое в 1936 году издает его фотолитографическим способом в составе третьей серии Сыбу цункань (кит. 四部叢刊). Оригинал «Гу-цзяо бэнь» счастливым образом сохранился во время Второй мировой войны, так как во время бомбежек Шанхая японцами здания «The Commercial Press» были разрушены, а «Гу-цзяо бэнь» в это время в библиотеке отсутствовал.
В настоящее время оригинал «Гу-цзяо бэнь» хранится в отделе редких рукописей Пекинской национальной библиотеке.

#### Список Вэнь Тин-ши
Вэнь Тин-ши снял со своего списка копию и подарил ее в 1902 году японскому синологу Найто Торадзиро (яп. 内藤 虎次郎). В свою очередь Найто Торадзиро также сделал копию со своего списка и подарил ее японскому ученому Нака Митиё (яп. 那珂通世), который в 1907 году опубликовал японский перевод «Юань-чао би-ши», снабдив его многочисленными комментариями. В настоящее время копия «Гу-цзяо бэнь», сделанная Найто Торадзиро хранится в библиотеке Института Гуманитарных Исследований, Университет Киото, Япония.
Посли смерти Вэнь Тин-ши его копия перешла во владение коллекционера-библиографа Е. Дэхуэя, который в 1908 году публикует ее ксилографическим способом. В 1942 г. текст этого ксилографа (с исправлениями) был издан наборным шрифтом Сиратори Куракити (яп.  白鳥 庫吉).
Копия Вэнь Тин-ши хранилась в частных руках и в 2009 году была продана на аукционе в Пекине. Имя покупателя неизвестно.

## Научные реконструкции монгольского текста и переводы
Существуют как научные, так и художественные переводы «Юань-чао би-ши». Художественные переводы научной ценности не представляют. Издано большое количество художественных переводов на многие языки мира. Так в 2009 году в России переиздан художественный перевод, ранее выполненный и выпущенный в свет в Донецке монголоведом А. В. Мелёхиным и поэтом-переводчиком Г. Б. Ярославцевым.
Научный перевод состоит из двух этапов. Во-первых, на основе текста, транскрибированного китайскими иероглифами восстанавливается исходный текст на среднемонгольском языке. Во-вторых, это перевод со среднемонгольского на современный язык. Это является сложнейшей задачей, к настоящему времени полностью не решенной.
Независимо друг от друга Б. И. Панкратов и Сиратори Куракити (яп.  白鳥 庫吉) сформулировали идею о двух транскрипциях «Юань-чао би-ши» — китаизированной и монголизированной. Китаизированная транскрипция — это восстановление звуков, которые соответствуют используемым для транскрибирования иероглифам. Монголизированная транскрипция — это последующее восстановление звучания монгольских слов. Вот как Панкратовым были сформулированы принципы научной транскрипции «Юань-чао би-ши»:

Монгольский текст «Юань-чао ми-ши» был переписан китайскими иероглифами между 1382 и 1389 годами и передает звуки монгольской придворной речи, как она звучала в устах Хо Юань-цзе и Ма-ша И-хэ, при помощи китайских знаков, которые должны читаться так, как они читались в Северном Китае в конце XIV века. Так как каждый китайский иероглиф представляет один слог, произносящийся всегда одинаково, то и мы, при транскрибировании этого текста знаками нашего алфавита, обязаны каждый слог всегда и везде писать одними и теми же знаками. Следовательно, для научного восстановления текста «Юань-чао ми-ши» в транскрипции, доступной каждому, а не только китаисту, существует только один путь, необходимо: 1) учесть старое
чтение иероглифов, 2) учесть диакритику, расставленную авторами китайской транскрипции, 3) не изменять по своему усмотрению чтение иероглифов

Существует восемь вариантов восстановленного в полном объеме среднемонгольского текста: Э. Хениша (1935/1937), С. А. Козина (1941), Сиратори Куракити (1942), Ц. Дамдинсурэна (1947), П. Пеллио (1949), Л. Лигети (1964/1971), И. де Рахевильца (1972), Т. Дашцэдэна (1985).

### Переводы на русский язык

#### Кафарова П. И.
В 1872 году П. И. Кафаров приобрёл полный список «Юань-чао би-ши», восходящий к «Юн-лэ да-дянь». Он первый перетранскрибировал китайскую транскрипцию текста русскими буквами и перевел подстрочный монголо-китайский словарь. Этот труд П. И. Кафарова, остался в рукописи, которая в настоящее время хранится в Архиве востоковедов Санкт-Петербургского филиала Института востоковедения РАН.

#### Панкратова Б. И.
Б. И. Панкратов более 50 лет отдал изучению «Юань-чао би-ши». Он был прекрасно подготовлен к этой работе, одновременно являясь и монголистом, и китаистом высокого класса. Годами его интенсивных занятий памятником являются 1921—1929 и 1957—1959 года. Он возвращался к «Юань-чао би-ши» в 1941, 1960—1964 годах, а также со второй половины 1968-го по начало 1970-х годов .
В 1921—1929 годах, работая в Пекине, Б. И. Панкратов вчерне подготовил работу «Юань-чао ми-ши („Сокровенное Сказание“). Реконструкция монгольского текста по китайской транскрипции. Перевод на русский язык, примечания и словарь. Около 40 п. л.», которую сдал А. фон Шталь-Хольштайну, под чьим началом он работал в это время. В 1922—1926 годах была выполнена реконструкция монгольского текста памятника и его черновые переводы, а к 1929 году был составлен его словарь: «Полный индекс записанных китайскими иероглифами монгольских слов Секретной истории Монголов».
Сохранившаяся часть этой работы в настоящее время находится в Архиве востоковедов Санкт-Петербургского филиала Института востоковедения РАН. Сохранившаяся часть «монголизированной» транскрипции включает текст «Юань-чао би-ши» с начала главы I по § 5 главы V. Сохранился и словарь памятника. Он содержит 13 700 карточек от буквы «а» до буквы «у»; на каждой написаны монгольское слово, транскрибированное китайскими иероглифами, и его китайский перевод.
К 1921 году, когда Б. И. Панкратов начал свою работу по восстановлению монгольского текста «Юань-чао би-ши», уже существовали 4 рукописные транскрипции этого текста — П. Кафарова, Нака Митиё, П. Пеллио, Цэндэ-гуна, но ни одна из них не была опубликована. Таким образом, панкратовская транскрипция монгольского текста «Юань-чао би-ши» была по счету 5-й в мире и совершенно независимой от других.
В 1957 — начале 1960-х годов, живя в Ленинграде, Б. И. Панкратов выполнил новые транскрипцию и перевод монгольского текста «Юань-чао би-ши». Если в 1920-х годах он работал c изданием памятника из 12 цзюаней, то теперь ему представилась возможность опубликовать текст уникальной рукописи «Юань-чао би-ши» в 15 цзюанях, приобретённой П.Кафаровым и хранившейся в библиотеке Ленинградского Университета. В 1962 году издается факсимиле этой рукописи с предисловием Б. И. Панкратова (том I). Также должны были последовать «перевод текста и примечания (том II), глоссарий (том III), реконструкция монгольского текста и транскрипция (том IV)», однако изданы они не были.
В конце 1990-х годов часть сохранившихся переводов Б. И. Панкратова была опубликована.

#### Козина С. А.
В 1941 году Козин С. А. опубликовал «Сокровенное сказание» — перевод на русский язык с введением, текстами в двух транскрипциях и словарями. По мнению современных исследователей работа Козина С. А. имеет ряд недостатков:

В то же время С. А. Козин, не будучи китаистом, не мог воспользоваться необходимыми работами китайских ученых, особенно изданиями китайского текста с комментариями. В вводной части работы он допустил ряд ошибок при освещении истории памятника, а также выполнил перевод на недостаточно высоком научном уровне (вольное обращение с текстом, стилизация, модернизация, оставление отдельных терминов вовсе без перевода). У С. А. Козина по существу получился вольный стилизованный пересказ под русский фольклор или сибирский говор. Приложенные к работе словари (к параграфам «Юань-чао би-ши» и алфавитный) страдают неполнотой. Работа С. А. Козина в настоящее время не отвечает требованиям научного перевода источника.

### На немецкий язык Э. Хениша
В 1935 году немецкий учёный Э. Хэниш опубликовал латинскую транскрипцию монгольского текста «Юань-чао би-ши». Позже Э. Хениш издал словарь и немецкий перевод «Юань-чао би-ши». Во время бомбардировки Лейпцига в ноябре 1943 года сгорело здание издательства с нераспроданным тиражом всех трех томов (транскрипция, словарь и перевод). Поскольку из-за тогдашней политической ситуации в Германии и войны сбыт был очень ограниченным, труд Э. Хениша сохранялся лишь в редких рецензионных экземплярах, пока в 1948 году не появилось второе издание перевода, а в 1962 году — остальные два тома.

### На японский язык Сиратори Куракити
В 1942 г. в Японии Сиратори Куракити (яп.  白鳥 庫吉) опубликовал латинскую транскрипцию монгольского текста «Юань-чао би-ши» по тексту Е. Дэхуэя, исправив имевшиеся в нем ошибки и опечатки, и перевод на японский язык. Так рукопись Гу Гуанци наконец была перепечатана и распространена среди широких кругов специалистов всего мира .

### На французский язык П. Пеллио
В 1949 году были опубликованы латинская транскрипция текста и перевод части памятника (первых шести глав), выполненные П. Пеллио, который много лет работал над «Юань-чао би-ши» и посвятил ему много интересных статей с анализом отдельных терминов.

### На венгерский язык Л. Лигети
Новый этап реконструкций и переводов «Юань-чао би-ши» начинается с 1960-х годов. Л. Лигети, ученик П. Пеллио, опубликовал в 1962 году венгерский перевод, за которым последовала его новая транскрипция монгольского текста.

### На английский язык

#### Ф. В. Кливза
Первый полный английский перевод принадлежит Ф. В. Кливзу, ученику П. Пеллио. Английский перевод Ф. В. Кливза был закончен в 1956 году и сдан в набор в 1957 году, но, как пишет автор, по причинам «личного характера» вышел только в 1982 году. Для того чтобы по возможности лучше отразить архаичность текста, Ф. В. Кливз взял за образец язык английского перевода Библии.

#### Игоря де Рахевильца
В 1971—1985 годах в Канберре публикуется английский перевод И. де Рахевильца, а в 1972 году — составленный тем же автором «Индекс к „Сокровенному сказанию монголов“», куда вошли все словоформы из текста, и новое издание монгольского текста.
И. де Рахевильц не сохранил архаический стиль оригинала как сделал Ф. В. Кливз, а перевел его на хорошо читаемый современный английский язык. Слишком длинные монгольские предложения, в которых одно деепричастие следует за другим, были заменены на короткие, поддающиеся охвату и более соответствующие нарративному стилю современного разговорного языка
.

## Изучение в Монголии
Традиционно началом изучения «Юань-чао би-ши» в Монголии считается труд монгольского литератора Цэндгуна. В конце 10-х годов XX века он переложил на старомонгольскую графику текст сокращенного китайского перевода по ксиллографическому изданию Е Дэхуэя. Его перевод не является научным, содержит ошибки, неточности, обширные купюры, в основном — вслед за сокращенным китайским переводом. Не отвечает его труд и требованиям художественного перевода, то есть не имеет самостоятельной эстетической ценности.

### Перевод на современный монгольский Ц. Дамдинсурэна
Было решено приступить к новому переводу памятника, который соответствовал бы современному уровню знаний. Эту работу начал Цэндийн Дамдинсурэн. В 1941 году он издал первые три цзюани в журнале «Шинжлэх ухаан», где постепенно были напечатаны семь глав. Затем весь перевод вышел отдельной книгой на современном монгольском языке в уйгуро-монгольской графике в Улан-Баторе. Эта работа была переиздана в 1957 году в Хух-Хото, Внутренняя Монголия, Китай. В этом же году издается перевод Дэмдисурена на новом монгольском алфавите, основанном на кириллице.
Перевод Ц. Дамдинсурэна значительно отличается от переводов С. А. Козина и Э. Хениша, что отражает его собственное понимание текста, базирующееся на самостоятельных исследованиях.

### Реконструкция среднемонгольского текста Т. Дашцэдэном
На IV конгрессе монголоведов в 1984 году Т. Дашцэдэном был сделан доклад на тему «К вопросу о транскрипции ,,Сокровенного сказания монголов»". В нем было предложение осуществить новую транскрипцию памятника, на основе выдвинутой им гипотезы о стяжении долгих гласных. В 1985 году в Улан-Баторе была опубликована реконструкция текста в транскрипции.

## Переводы
- Архимандрит Палладий. Старинное монгольское сказание о Чингисхане // Труды членов Российской духовной миссии в Пекине. — СПб., 1866. — Т. IV. — С. 3—260.
- Дамдинсурэн. Mongγol-un niγuča tobčiyаn (монг.). — Ulaγanbaγatur, 1947.
- Дамдинсурэн. Монголын нууц товчоо (монг.). — Улаанбаатар, 1957.
- Сокровенное сказание. Монгольская хроника 1240 года под названием Mongrol-un Niručа tobčiyаn. Юань Чао Би Ши. Монгольский обыденный изборник. / Пер. С. А. Козина. — М.Л.: Издательство Академии наук СССР, 1941. — Т. 1.
- Дашцэдэн Т. Сокровенное сказание монголов / Транскрибированное издание Т. Дашцэдэна = Монголын нууц товчоо / Галиглаж хэвлуулсэн Т. Дашцэдэн (монг.). — Улаанбатар, 1985.
- Панкратов Б.И. Образцы переводов из "Юань-чао би-ши" // Mongolica: К 750-летию «Сокровенного сказания». — М.: Наука. Издательская фирма «Восточная литература», 1993. — С. 103—125. — 343 с.
- Переводы из "Юань-чао би-ши". Родословная Чингис-хана // Страны и народы Востока.  / Под общей редакцией М.Н.Боголюбова. — СПб.: Центр «Петербургское Востоковедение», 1998. — Вып. XXIX. Борис Иванович Панкратов. Монголистика. Синология. Буддология. — С. 44—65. — ISSN 0131-8934.
- Нака Митиё. Тингису кан дзицуроку дзокухэн (яп.). — Токио, 1907.
- Сиратори Куракити. Онъяку мобун гэнтё хиси. A Romanized Representation of the Yuan-ch’ao-pi-shih (A Secret History of the Mongols) in the Original Mongolian Sound (яп.). — The Toyo Bunko Publications. — Tokyo, 1942. — Т. VIII. — (Series C).
- Цэрэнсодном Д. Сокровенное сказание монголов / Научный пер., коммент. = Монголын нууц товчоо (МНТ) / Эрдэм шинжэлгээний орчуулга, тайлбар (монг.). — Улаанбаатар, 2000.
- Cleaves, F. W. The Secret History of the Mongols (англ.). For the Frst Time Done into English out of Original Tongue and Provided with Exegetical Commentary. — Cambridge, Massachusetts, London: Harvard University Press, 1982. — Vol. I. — 277 p.
- Haenisch E. Manghol un Niuca Tobca'an (Yüan-ch'ao pi-shi). Die Geheime Geschichte der Mongolen aus der chinesischen Transkription (Ausgabe Ye Teh-hui) im mongolischen Wortlaut wiederhergestellt (нем.). — Leipzig, 1935.
- Haenisch E. Wörterbuch zu Manghol un niuca tobca'an (Yüan-ch'ao pi-shi). Die Geheime Geschichte der Mongolen (нем.). — Leipzig, 1939.
- Haenisch E. Die Geheime Geschichte der Mongolen. Auseiner mongolischen Niederschrift des Jahres 1240 von der Insel Kode'e im Keluren-Flu8. Erstmalig überzetzt und erlautert (нем.). — Leipzig, 1941.
- Ligeti L. A mongolok titkos törtenete (венг.). — Budapest, 1962.
- Ligeti L. Histoire secrete des Mongols. — Budapest, 1971. — Т. I. — (Monumenta linguae mongolicae collecta).
- Pelliot P. Histoire secrète des Mongols, restitution du texte mongol et traduction française des chapitres I à VI (фр.). — Paris: Adrien-Maisonneuve, 1949. — (Librairie d’Amérique et d’Orient).

- Rachewiltz, Igor de. The Secret History of the Mongols: A Mongolian Epic Chronicle of the Thirteenth Century (англ.) / Shorter version edited by John C. Street. — University of Wisconsin―Madison. Books and Monographs, 2015.
- Rachewiltz, Igor de. The Secret History of the Mongols (англ.) // Papers on Far Easten History. — The Australian National University. Department of Far Eastern Studies, 1971. — September (vol. 4).
- Rachewiltz, Igor de. The Secret History of the Mongols (англ.) // Papers on Far Easten History. — The Australian National University. Department of Far Eastern Studies, 1972. — March (vol. 5).
- Rachewiltz, Igor de. The Secret History of the Mongols (англ.) // Papers on Far Easten History. — The Australian National University. Department of Far Eastern Studies, 1974. — September (vol. 10).
- Rachewiltz, Igor de. The Secret History of the Mongols (англ.) // Papers on Far Easten History. — The Australian National University. Department of Far Eastern Studies, 1976. — March (vol. 13).
- Rachewiltz, Igor de. The Secret History of the Mongols (англ.) // Papers on Far Easten History. — The Australian National University. Department of Far Eastern Studies, 1977. — September (vol. 16).
- Rachewiltz, Igor de. The Secret History of the Mongols (англ.) // Papers on Far Easten History. — The Australian National University. Department of Far Eastern Studies, 1978. — September (vol. 18).
- Rachewiltz, Igor de. The Secret History of the Mongols (англ.) // Papers on Far Easten History. — The Australian National University. Department of Far Eastern Studies, 1980. — March (vol. 21).
- Rachewiltz, Igor de. The Secret History of the Mongols (англ.) // Papers on Far Easten History. — The Australian National University. Department of Far Eastern Studies, 1981. — March (vol. 23).
- Rachewiltz, Igor de. The Secret History of the Mongols (англ.) // Papers on Far Easten History. — The Australian National University. Department of Far Eastern Studies, 1982. — September (vol. 26).
- Rachewiltz, Igor de. The Secret History of the Mongols (англ.) // Papers on Far Easten History. — The Australian National University. Department of Far Eastern Studies, 1984. — September (vol. 30).
- Rachewiltz, Igor de. The Secret History of the Mongols (англ.) // Papers on Far Easten History. — The Australian National University. Department of Far Eastern Studies, 1985. — March (vol. 31).
- Rachewiltz, Igor de. Index to the Secret History of the Mongols (англ.). — Bloomington: Indiana University Publications, 1972a. — Vol. 121. — (Uralic and Altaic Series).